# Веснянка (Оренбургская область)
Весня́нка — посёлок в Первомайском районе Оренбургской области. Входит в состав Володарского сельсовета.

## География
Посёлок расположен в верховье реки Рубежка, на расстоянии 16 км к юго-востоку от посёлка Первомайский, административного центра района.

## История
Основан в 1931 году как ферма № 4 совхоза имени Володарского. В 1966 году указом Президиума Верховного Совета РСФСР посёлку отделения № 6 совхоза имени Володарского присвоено наименование Веснянка.

## Население
| 2010 |
| ---- |
| 91   |